# Maciej Polody
Maciej Polody (ur. 30 września 1976 w Poznaniu) – polski kierowca wyścigowy i rajdowy, drifter. Określany przez media jako prekursor polskiego driftingu.

## Życiorys
Karierę w sportach motorowych rozpoczynał od startu gokartami. Licencję kartingową zdobył w 1986 roku, po czym startował w klasie 50 cm³, a następnie – 100 cm³. W tej klasie zdobył wicemistrzostwo Polski. W 1996 roku rozpoczął starty w KJS, rywalizując Mazdą 323 GT-R. Pracował jako dziennikarz w telewizji WTK. W 2001 i 2002 roku uczestniczył w Samochodowych Rajdowych Mistrzostwach Polski Dziennikarzy. W 2001 roku uczestniczył w tych zawodach Fordem Escortem RS Cosworth, a jego pilotem był wówczas Paweł Teplik. Załoga zdobyła wówczas tytuł mistrzowski. W 2002 roku Polody obronił tytuł. W 2003 roku ścigał się w Wyścigowych Samochodowych Mistrzostwach Polski. Był wówczas kierowcą Fiata Cinquecento, którego wcześniej używał Maciej Garstecki. Rywalizujący wówczas w barwach Automobilklubu Wielkopolskiego Polody zdobył tytuł mistrzowski w klasie N-1150 z przewagą sześciu punktów nad Miłoszem Majewskim.
W 2004 roku zmodernizował Forda Escorta II. Pod wpływem redaktora magazynu „GT”, Andrzeja Witkowskiego, zainteresował się driftingiem. Przy współpracy z Polodym w maju 2004 roku magazyn opublikował pierwszy w Polsce materiał o driftingu. Przy wsparciu „GT” Polody wystartował w zawodach Drift Challenge 2004 na torze Hockenheimring, co było jego debiutem w europejskim driftingu. Używając wówczas Forda Escorta II, awansował do finału, który wygrał. W tym samym roku na Torze Poznań zorganizował pierwsze w Polsce zawody driftingowe. W 2005 roku uczestniczył w zawodach Drift Challenge, których nie ukończył z powodu awarii samochodu, zorganizował również drugą edycję zawodów na Torze Poznań. Po utworzeniu 26 października 2005 roku Polskiej Federacji Driftingu został jej prezesem.
Jako pierwszy Polak uzyskał licencję D1. W 2006 roku zadebiutował Nissanem 200SX S14a w serii D1 Great Britain, zajmując w klasyfikacji końcowej ósmą pozycję. We wrześniu 2006 roku został ambasadorem polskiej wersji gry Need for Speed: Carbon.
W 2007 roku uczestniczył w serii European Drift Championship. Polski zawodnik nie wystartował na Donington, rozpoczynając starty od drugiej rundy, rozgrywanej na torze Silverstone. W trakcie zawodów Polody wyeliminował m.in. Phila Morrisona i Marka Luneya i awansował do finału, z którego wycofał się Brett Castle. Oznaczało to zwycięstwo Polaka w zawodach. W zawodach na torze Knockhill Polody był piąty. Podczas finałowej rundy sezonu – na lotnisku North Weald – Polody odpadł w pierwszej rundzie w pojedynku z Benem Brokiem-Smithem. W klasyfikacji końcowej sezonu polski zawodnik zdobył 33 punkty i zajął piątą pozycję. W 2007 roku Polody uczestniczył ponadto w driftingowym pojedynku Japonia–Europa, a w sierpniu ogłoszono go twarzą polskiej edycji Need for Speed: ProStreet.
W 2008 roku kontynuował starty w European Drift Championship. Podczas rundy na torze Donington Polody zajął piąte miejsce po przegranej z Danielem Eylesem. Podczas zawodów w Knockhill miały miejsce problemy z samochodem Polaka, który odpadł w ćwierćfinale z Timem Marshallem. W Silverstone wyeliminował Paula Smitha i Danny'ego Eylesa, przegrywając pojedynek o finał z Nobushige Kumakubo. Podczas czwartej rundy, rozgrywanej na torze Santa Pod Raceway, Polody odpadł w pierwszej rundzie z Mattem Carterem. Podczas piątej eliminacji sezonu Polody został zdyskwalifikowany za wyprzedzenie Paula Smitha w niedozwolonym miejscu. Ostatnia runda sezonu odbywała się na Torze Poznań. Polody dotarł do półfinału, gdzie odpadł z Timem Marshallem, a mecz o trzecie miejsce przegrał z Brettem Castle'em. W klasyfikacji generalnej sezonu Polak uzyskał 50 punktów, dzięki czemu zajął piąte miejsce. Pod koniec roku wystąpił gościnnie na odcinku Karowa Rajdu Barbórka.
Współpracował z japońskim Team Orange, którego zawodników sprowadził do Polski na pokazy. Był sędzią ligi Toyo Drift Cup. W 2010 roku otworzył Akademię Driftingu przy Torze Poznań. W 2014 roku był współzałożycielem ligi Drift Masters Grand Prix.